# Њуберг (Орегон)
Њуберг (енгл. Newberg) град је у америчкој савезној држави Орегон.

## Демографија
По попису из 2010. године број становника је 22.068, што је 4.004 (22,2%) становника више него 2000. године.
| Група             | 2000.          | 2010.          |
| Белци             | 15.499 (85,8%) | 17.803 (80,7%) |
| Афроамериканци    | 64 (0,4%)      | 168 (0,8%)     |
| Азијати           | 188 (1,0%)     | 486 (2,2%)     |
| Хиспаноамериканци | 1.901 (10,5%)  | 2.985 (13,5%)  |
| Укупно            | 18.064         | 22.068         |